# Ivan Haki Haagensen
Ivan Haki Haagensen eller Melvis (6. juli 1941 i København – 28. januar 1999 i Herfølge) var dansk sanger, keyboardspiller og kapelmester.
Melvis vandt i 1956 en amatørmusikkonkurrence, hvor han spillede på trombone. Nummeret han spillede var "Hound Dog", et Elvis-nummer, efter sigende et vildt nummer med solo på trombone!
Navnet Melvis tog Ivan fra en Elvis Presley-parodi i et Anders And-blad. Melvis dannede i 1956 den første egentlige danske rockgruppe under navnet Haki Melvis and his Rock'n'Roll Boys med Erik Hertz, guitar, og Erik Knudsen, trommer. Gruppen ændrede senere navnet til Melvis & His Gentlemen.
Ivan Kaki Haagensen var en periode leder af PUK, Politiets Ungdoms Klub på Amager. Han medvirkede i Erik Clausens film Rocking Silver med nummeret "Jailhouse Rock", han var ligeledes musikalsk konsulent på filmen.

## Reference
1. ↑  Peder Bundgaard, Lykkens pamfil, ISBN 87-21-00862-0, side 32
2. 1 2   Dansk Rockleksikon, ISBN 87-567-6525-8, side 313